# Salou Ibrahim
Salou Ibrahim, né le 29 mai 1979 à Kumasi au Ghana, est un footballeur belge. Il évolue au poste d'attaquant pour le RVC Hoboken.

## Biographie
Né au Ghana, Salou joue sa première saison en division 1 en 2005 et devient une des plus grandes révélations du championnat. L'année suivante il est transféré au FC Bruges. Ses débuts à Bruges sont hésitants mais petit à petit il trouve ses marques et il prouve que le club a eu raison de lui faire confiance. Il inscrit notamment un but splendide le 2 novembre 2006 au Tottenham Hotspur en Coupe UEFA. Véritable point d'appui pour tous ses coéquipiers et très bon techniquement pour sa taille, Salou est un véritable poison pour les défenseurs adverses. Il ne parviendra pourtant jamais à s'imposer au FC Bruges. Le 25 juillet 2008, il signe au MSV Duisbourg.
Il obtient également la nationalité belge en 2006 ce qui pousse l'Union belge a lui demander d'opter pour les Diables Rouges plutôt que pour l'équipe nationale ghanéenne. L'équipe ghanéenne le convoque pour la Coupe du monde 2006 en Allemagne mais Salou doit refuser à cause d'une fracture de la pommette.

## Statistiques
| Saison  | Club             | Pays      | Championnat | Match | Buts |
| ------- | ---------------- | --------- | ----------- | ----- | ---- |
| 2000/01 | KV Turnhout      | Belgique  | Division 3  | 8     | 3    |
| 2001/02 | KV Turnhout      | Belgique  | Division 3  | 0     | 0    |
| 2002/03 | KV Turnhout      | Belgique  | Promotion   | 16    | 10   |
| 2003/04 | KV Turnhout      | Belgique  | Division 3  | 26    | 16   |
| 2004/05 | KV Courtrai      | Belgique  | Division 2  | 28    | 10   |
| 2005/06 | SV Zulte Waregem | Belgique  | Division 1  | 29    | 9    |
| 2006/07 | FC Bruges        | Belgique  | Division 1  | 25    | 3    |
| 2007/08 | FC Bruges        | Belgique  | Division 1  | 21    | 2    |
| 2008/09 | MSV Duisbourg    | Allemagne | Division 2  | 6     | 0    |

## Palmarès
- Vainqueur de la Coupe de Belgique en 2006 (SV Zulte-Waregem) et 2007 (FC Bruges)